# Decachorda auruvillii
Decachorda auruvillii är en fjärilsart som beskrevs av Eugène Louis Bouvier 1930. Decachorda auruvillii ingår i släktet Decachorda och familjen påfågelsspinnare. Inga underarter finns listade i Catalogue of Life.